# Anneliese Overbeck
Anneliese Overbeck (* 8. Juni 1921 in Mannheim; † 2004 in Flensburg) war eine deutsche Malerin und Grafikerin.

## Leben

### Familie
Anneliese Overbeck wuchs unter Menschen auf, die aktiven Widerstand im Dritten Reich leisteten. Ihre Mutter, die sie nach der Trennung von ihrem Ehemann allein erzog, wurde bereits im Juni 1933 von der GeStaPo verhaftet, worauf Anneliese zeitweilig in einem Kinderheim untergebracht wurde. Ihre Mutter war Arbeiterin in der Traktorenfabrik Lanz in Mannheim beschäftigt und gehörte der Kommunistischen Partei Deutschland an.  Nach der Haftentlassung ihrer Mutter lebten beide unter starkem psychischem Druck und der steten Drohung einer erneuten Verhaftung, weil ihre Mutter einer im Untergrund aktiven kommunistischen Zelle angehörte; sie kam 1942 bei einem Fliegerangriff ums Leben. Ihr Vater, der 1918 als Kriegsdienstverweigerer in die Sowjetunion geflohen war, wanderte später nach Mexiko aus und starb als Parteifunktionär in der DDR.
Sie heiratete 1951, kurz vor der Ausreise nach Brasilien, den späteren Kameramann und Dokumentarfilmer Peter Overbeck (* 1927 in Mannheim); sein Vater war Leiter des Forschungslabors der Zellstofffabrik Mannheim Waldhof, seine Mutter war Malerin. Ihr gemeinsamer Sohn wurde im Haus der Schwiegereltern in Monte Alegre in Parana geboren.
Nach der Trennung von ihrem Ehemann kehrte sie im April 1972 nach Deutschland zurück.

### Werdegang
Von 1938 bis 1940 erhielt Anneliese Overbeck Zeichenunterricht an der Werner-Siemens-Gewerbeschule in Mannheim und volontierte für zwei Jahre als Gebrauchsgrafikerin in einer lithografischen Kunstanstalt in Mannheim.
Von 1948 bis 1950 studierte sie an der Freien Kunstakademie Mannheim (heute: Technische Hochschule Mannheim) Bildhauerei bei Karl Trummer (1906–1957) und Malerei bei Paul Berger-Bergner, dort lernte sie auch ihren späteren Ehemann kennen.
Sie wanderte gemeinsam mit ihrem Ehemann 1951 nach Brasilien aus und arbeitete dort als Grafikerin; unter anderem erstellte sie Filmplakate im gebrauchsgrafischen Bereich. 1971 lebten sie für fünfzehn Monate in Santiago de Chile, wo sie einen politischen Zeichentrickfilm für das Filmgenre Cine Experimental (Experimentelles Kino) herstellte.
Nach der Rückkehr in Deutschland arbeitete sie 1972 zunächst in verschiedenen Jobs, später war sie dann freischaffend als Malerin anfangs in Berlin und seit 1982 in Flensburg tätig.

### Künstlerisches Wirken
Ausgehend vom klassischen Figurenstudium über die Collage fand Anneliese Overbeck Anfang der 1950er Jahre den Weg zur Ölmalerei. Ihre abstrakten, gegenständlichen und figurativen Kompositionen waren angeregt von der Neuen Sachlichkeit und vom Bühnenraum des Theaters.

## Ausstellungen
- 1983: Gemeinschaftsausstellung in der Kunsthalle Mannheim.
- 1985: Einzelausstellung in der Galerie Könning, Schleswig.
- 1985: Einzelausstellung in der Deutschen Zentralbücherei in Apenrade in Dänemark.
- 1986: Gemeinschaftsausstellung in der Galerie Könning, Schleswig.
- 1986: Gemeinschaftsausstellung im Kreishaus Flensburg.
- 1986: Gemeinschaftsausstellung im Städtischen Museum Flensburg
- 1987: Einzelausstellung in der Galerie Könning, Schleswig.
- 1988: Einzelausstellung im Städtischen Museum Flensburg.

## Werke (Auswahl)
Die Werke von Anneliese Overbeck befinden sich:
- Kunsthalle Mannheim.
- Neuer Berliner Kunstverein, Berlin.
- Deutsche Zentralbücherei, Apenrade.
- Städtisches Museum, Flensburg.